# Ochtendhumeur
Een ochtendhumeur is een slecht humeur dat sommige mensen 's ochtends hebben, meestal vlak nadat men is opgestaan, en dat herkenbaar is aan prikkelbaar gedrag en de behoefte om 's ochtends rust te hebben.
De oorzaak van een ochtendhumeur is te vroeg opstaan volgens de biologische klok. Een avondmens heeft veel eerder een ochtendhumeur dan een ochtendmens. Normaal gesproken stijgt het cortisolniveau 2 à 3 uur voordat iemand wakker wordt. Met een hoog cortisolniveau heeft een mens voldoende energie om de dag te beginnen. Bij avondmensen is dit niveau bij vroeg opstaan nog laag, en ze hebben daarom 's ochtends weinig energie.
Omdat men veelal naar het werk moet, moet men gelijk na het opstaan allerlei dingen doen terwijl het cortisolgehalte eigenlijk nog te laag is. Dit verklaart vaak het bijvoorbeeld chagrijnige gedrag van iemand met een ochtendhumeur.